# Ligularia microcephala
Ligularia microcephala là một loài thực vật có hoa trong họ Cúc. Loài này được (Hand.-Mazz.) Hand.-Mazz. mô tả khoa học đầu tiên.